# Juan Tzelepes Comneno
Juan "Tzelepes" Comneno (griego: Ἰωάννης Κομνηνὸς Τζελέπης, Iōannēs Komnēnos Tzelepēs) era el hijo del sebastocrátor Isaac Comneno.
A partir de 1130 Juan y su padre, que era hermano del emperador Juan II Comneno ("Juan el Hermoso"), conspiraron para derrocar a su tío el emperador. Hicieron varios planes y alianzas con el líder Danisméndida y otros turcos que controlaban partes de Asia Menor. En 1138, Juan y su padre se reconciliaron con el Emperador y recibieron un completo perdón.
En 1139, Juan acompañó al emperador en su campaña en Asia Menor. En 1140 durante el sitio de Neocesarea desertó. Como dice Norwich, lo hizo al «abrazar simultáneamente el credo del Islam y la hija del sultán selyúcida Mesud I».
El nombre de Juan Comneno, Tzelepes, es una representación griega del turco honorífico Celebi, un término que indica el nacimiento noble, un "caballero".